# Santo Antônio do Itambé
Santo Antônio do Itambé é um município brasileiro do estado de Minas Gerais. Sua população recenseada em 2022 era de 3 915 habitantes.
Núcleo urbano nascido no século XVIII, faz parte dos circuitos turísticos dos Diamantes e da Estrada Real e é a porta de entrada para o Parque Estadual do Pico do Itambé. Guarda muitas histórias: a prisão do Padre Rolim, na “grota do padre”; o ourives e jornalista Geraldo Pacheco de Melo, fundador do “Liberal do Serro” em 1828, primeiro jornal da região; terra natal do poeta Adão Ventura; as histórias de Ronam Sales - o sertanejo; o Pico do Itambé, guia dos bandeirantes e “teto do sertão mineiro”. A antiga Igreja de Santo Antônio ainda guarda vestígios de belas pinturas no forro e no altar-mor.
As melhores cachoeiras são as da Fumaça (a 3 km da cidade), Água Santa (5 km), Ponte de Pedra (1 km), 32 (no centro da cidade) e Rio Vermelho (8 km). Fica a 260 km de Belo Horizonte, capital do estado, pela rodovia MG-010.